# Nagrody Kulturalne „Solidarności”
Nagrody Kulturalne „Solidarności” – nagrody przyznawane w latach 1983–1990 przez Komitet Kultury Niezależnej.

## Geneza i historia
Nagrody zostały przyznane po raz pierwszy w 1983 (za lata 1981–1982) przez Tymczasową Komisję Koordynacyjną NSZZ „Solidarność” na wniosek Zespołu ds. Kultury powstałego przy podziemnym Regionie Mazowsze NSZZ „Solidarność”. W kolejnych latach były przyznawane samodzielnie przez Komitet Kultury Niezależnej (był to dawny Zespół ds. Kultury pod nową nazwą). Mogli ją otrzymać twórcy działający w sposób niezależny, nie popierający propagandy i polityki władz PRL, nawet jeżeli funkcjonowali w obiegu oficjalnym. Wynosiła 100 dolarów amerykańskich, co nie było podawane do publicznej wiadomości.

## Laureaci

### za lata 1981–1982[3]
- Antoni Józef Filipkowski (muzyka) i Maciej Bieniasz (tekst) za piosenkę Idą pancry na Wujek (nagrodzeni autorzy byli w czasie przyznawania nagrody anonimowi[4])
- Lech Bądkowski za twórczość literacką i publicystyczną oraz redagowanie tygodnika Samorządność
- Ryszard Bugajski za reżyserię filmu Przesłuchanie
- Edward Dwurnik za twórczość malarską, w tym cykl obrazów z 1981 przedstawiających "proroczą" wizję późniejszego stanu wojennego – przeciw nagrodzie protestowało część środowiska plastycznego, uważając, że artysta nadmiernie współpracuje z władzami PRL, wystawiając w państwowych galeriach[5]
- Eugeniusz Get-Stankiewicz za twórczość graficzną, w tym pracę "Zrób to sam"
- Zbylut Grzywacz za cykl obrazów "Rekolekcje wiśnickie"[6]
- Jerzy Jarocki za reżyserię Mordu w Katedrze T.S. Eliota w kościołach warszawskich
- Tomasz Jastrun za twórczość poetycką
- Jan Krzysztof Kelus za piosenki
- Krzysztof Kieślowski za reżyserię filmu Przypadek
- Marek Nowakowski za tom Raport o stanie wojennym
- Andrzej Piekutowski za film Chłopi 81
- Jan Polkowski za twórczość poetycką
- Andrzej Szczepkowski za rolę Ambasadora w sztuce Ambasador Sławomira Mrożka w Teatrze Dramatycznym m.st. Warszawy
- Teatr Ósmego Dnia za spektakl Mandelsztam
- Janusz Zaorski za reżyserię filmu Matka Królów
- Zbigniew Zapasiewicz za rolę Łunina w Łuninie, czyli śmierci Kubusia Fatalisty Edwarda Radzinskiego oraz rolę ojca w Pieszo Sławomira Mrożka - obie role w Teatrze Dramatycznym m.st. Warszawy

### za rok 1983[7]
- zespół redakcyjny pisma Arka
- Janusz Bogucki za wystawę Znak Krzyża
- Andrzej Brzozowski za film Hotel. Calendarium
- Przemysław Gintrowski za cykl piosenek Pamiątki
- Zbigniew Herbert za tom wierszy Raport z oblężonego Miasta
- Łukasz Korolkiewicz za twórczość malarską
- zespół wydawnictwa Krąg
- Bogdan Kraśniewski za twórczość malarską
- Jan Józef Lipski za książkę KOR
- Witold Lutosławski za III Symfonię
- Adam Michnik za twórczość literacko-publicystyczną powstałą w czasie uwięzienia
- twórcy spektaklu Niezapomniany rok 1962 w Teatrze Powszechnym w Warszawie
- Marek Sapetto za twórczość malarską
- Leszek Sobocki za twórczość malarską i graficzną
- Wiktor Woroszylski za twórczość poetycką oraz książkę Kto zabił Puszkina
- Stefania Woytowicz za twórczość muzyczną

### za rok 1984[8]
- Stefan Bratkowski za cykl audycji kasetowych Gazeta dźwiękowa
- Adam Bujak za fotoreportaż z pogrzebu księdza Jerzego Popiełuszki
- Erazm Ciołek za fotoreportaże społeczne
- Ewa Dałkowska i Zbigniew Zapasiewicz za spektakl Pan Cogito szuka rady w Teatrze Powszechnym w Warszawie
- Tadeusz Kaczyński za cykl programów w ramach Filharmonii im. Romualda Traugutta
- Jerzy Kalina za oprawę plastyczną uroczystości pogrzebowych księdza Jerzego Popiełuszki
- Krzysztof Krauze za film Jest
- zespół gazety mówionej Na głos
- Jerzy Radziwiłowicz za rolę Raskolnikowa w Zbrodni i karze Fiodora Dostojewskiego w reżyserii Andrzeja Wajdy w Starym Teatrze w Krakowie
- Jarosław Marek Rymkiewicz za powieść Rozmowy polskie latem 1983
- Wiesław Saniewski za film Nadzór
- Wanda Szaad za audycję kasetową Dezerterzy
- Małgorzata Szejnert i Tomasz Zalewski za książkę Szczecin: Grudzień -sierpień - grudzień
- Andrzej Titkow za film Przechodzień
- Wiesław Wodyk za cykl utworów komponowanych do tekstów współczesnych poetów
- Zespół 4R (Jacek Fedorowicz z zespołem) za komiks Solidarność. 500 pierwszych dni

### za rok 1985[9]
- Jan Bokiewicz za plakaty wystaw niezależnych
- Krystyna Kersten za książkę Narodziny systemu władzy. Polska 1943-1948
- Krzysztof Knittel za kwartet smyczkowy poświęcony pamięci księdza Jerzego Popiełuszki
- Władysław Kopaliński za Słownik mitów i tradycji kultury
- Hanna Krall za powieść Sublokatorka
- kwartalnik Krytyka za różnorodność i wysoki poziom publicystyki
- Tadeusz Łomnicki za rolę w Ostatniej taśmie Samuela Becketta w Teatrze Dramatycznym m.st. Warszawy
- Marcel Łoziński i Jacek Petrycki za film Ćwiczenia warsztatowe
- zespół Nie samym teatrem za spektakl Epitafium św. Kazimierzowi
- Niezależna Oficyna Wydawnicza NOWA za różnorodne formy działania
- Bohdan Skaradziński (pseudonim Kazimierz Podlaski) za książkę Białorusini, Litwini, Ukraińcy. Nasi wrogowie czy bracia?
- Marek Rostworowski za wystawę Niebo nowe i ziemia nowa?
- Jerzy Tchórzewski za cykl obrazów "Golgota"
- Teatr Domowy za profesjonalny model teatru domowego
- Tomasz Tomaszewski za wystawę fotografii Ostatni
- Teresa Torańska za książkę Oni
- Jacek Waltoś za cykl obrazów "Płaszcz miłosiernego Samarytanina"

### za rok 1986[10]
- Archiwum Solidarności za pierwsze 10 wydanych tomów
- Janusz Eysymont za twórczość malarską
- Jacek Fedorowicz za twórczość wideo
- Krystyna Gryczełowska za film Studnia
- Wiktoria Kraśniewska (właściwie Barbara Skarga) za wspomnienia Po wyzwoleniu
- Maciej Kozłowski za zbiór esejów Krajobraz przed bitwą
- Anna Mizeracka za twórczość graficzną
- Zygmunt Mycielski za utwór Liturgia serca
- Igor Newerly za powieść Zostało z uczty bogów
- pismo Obecność
- Oficyna Literacka
- Tadeusz Pałka za film Mieszkanie w bloku
- Jacek Trznadel za książkę Hańba domowa
- Piotr Wierzbicki za książkę Struktura kłamstwa
- nagroda specjalna dla osób, które przyczyniły się do wydania w Państwowym Instytucie Wydawniczym Antologii poezji żydowskiej

### za rok 1987[11]
- Jerzy Bereś za twórczość rzeźbiarską
- Maciej Bieniasz za twórczość malarską i rysunkową
- Jacek Bocheński za książkę Stan po zapaści
- Waldemar Fydrych za aranżację happeningów
- Henryk Mikołaj Górecki za utwór Miserere (op. 44 na duży chór mieszany a cappella)
- Marek Grzesiński za inscenizacje oper Mistrz i Małgorzata Rainera Kunada według Michaiła Bułhakowa i Bramy raju Joanny Bruzdowicz według Jerzego Andrzejewskiego
- Julia Hartwig za tom poezji Obcowanie
- Alina Kowalczykowa za książkę Warszawa romantyczna
- Waldemar Krzystek za film W zawieszeniu
- Zygmunt Kubiak za przekład Eneidy
- Łukasz Socha (właściwie Maria Turlejska) za książkę Te pokolenia żałobami czarne... Skazani na śmierć i ich sędziowie 1944–1946
- Jan Józef Szczepański za książkę Kadencja
- Wisława Szymborska za tom poezji Ludzie na moście
- Jacek Krzysztof Zieliński za twórczość graficzną

### za rok 1988[12]
- redakcja Almanachu Humanistycznego
- redakcja Biblioteki Kwartalnika Politycznego Krytyka za wydanie książki Społeczeństwo otwarte i jego wrogowie Karla Poppera
- Marian Brandys za książkę Generał Arbuz
- Kazimierz Dziewanowski za książkę Złom żelazny, śmiech pokoleń
- Michał Grynberg za opracowanie książki Pamiętniki z getta warszawskiego. Fragmenty i regesty
- Andrzej Jagodziński za książkę Banici. Rozmowy z czeskimi pisarzami emigracyjnymi
- Jerzy Jarocki za inscenizację Portretu Sławomira Mrożka w Starym Teatrze w Krakowie
- Marcel Łoziński za film Świadkowie
- Halina Mikołajska za monodram Śmierć Cwietajewej według eseju Anny Bojarskiej
- Wojciech Młynarski i Jerzy Derfel za recital Róbmy swoje
- Grzegorz Moryciński za wystawę malarstwa w Teatrze Dramatycznym w Warszawie
- Kazimierz Orłoś za książkę Cudowna melina. Historia cudownej meliny
- Jacek Petrycki za film A może o tym nie wolno mówić
- redakcja studenckiego miesięcznika mówionego Przegłos
- Andrzej Roman z zespołem za książkę Komedianci. Rzecz o bojkocie
- Jerzy Ryba za prowadzenie galerii sztuki "Na Ostrowie"
- Marian Terlecki za dokumentację wideo strajków w Gdańsku w 1988
- Mieczysław Tomaszewski za inicjatywy edytorskie i muzykologiczne
- Mirosław Wujas z zespołem za prowadzenie Przeglądu Kabaretów Amatorskich PaKA
- Barbara Zbrożyna za działalność rzeźbiarską

### za rok 1989[13]
- Janusz Bogucki i Nina Smolarz za wystawę "Labirynt"[14]
- Maciej Dejczer za film 300 mil do nieba
- Ireneusz Engler za film Memento grudniowe
- Feliks Falk z zespołem autorskim za spektakle Audiencja i Protest Václava Havla w Teatrze Powszechnym w Warszawie
- Marta Fik za książkę Kultura polska po Jałcie 1944-1981
- Stefan Gierowski za cykl obrazów Dekalog[15]
- Wojciech Kilar za twórczość kompozytorską[14]
- Ryszard Krynicki za tom wierszy Niepodlegli nicości
- Kazimierz Kutz za spektakl telewizyjny Stary portfel
- Maria Ofierska za prace nad serią Biblioteka Myśli Współczesnej wydawaną przez Państwowy Instytut Wydawniczy
- Ryszard Peryt za cykl inscenizacji oper Mozarta w Warszawskiej Operze Kameralnej[16]
- Andrzej Piekutowski za film Górnicy '88
- Joanna Szczepkowska za rolę w Lekcji polskiego Anny Bojarskiej
- Wiesława Wierzchowska za książkę Sąd nieocenzurowany, czyli 23 wywiady z krytykami sztuki
- Marek Witkowicz (właściwie Marek Drabikowski) za opracowanie książki Literatura polska po 1939 roku